# Stefan Franciszek Deusdedit de Ravinel
Stefan Franciszek Deusdedit de Ravinel (ur. 6 lipca 1769 w Bayon Meurthe-et-Moselle we Francji, zm. 2 września 1792) – ksiądz, błogosławiony Kościoła katolickiego

## Życiorys
Został zamordowany mając 23 lata podczas rewolucji francuskiej. W dniu 17 października 1926 roku papież Pius XI zaliczył go poczet błogosławionych w grupie 191 męczenników z Paryża.